# Fanny Salvini-Donatelli
Fanny Salvini-Donatelli (Florència, 1815 - 1891) fou una soprano operística italiana. És sobretot coneguda avui per crear el paper de Violetta de l'òpera de Verdi, La Traviata, però fou també una admirada intèrpret de la resta d'obres del compositor així com de les de Donizetti.

## Biografia

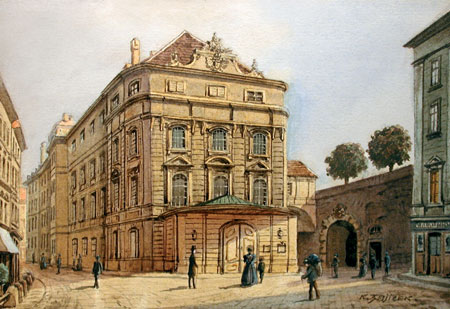
El Theater am Kärntnertor on Salvini-Donatelli feia el seu debut de Viena el 1843 com Abigaille al Nabucco de Verdi.

Fanny Salvini-Donatelli, de nom genuí Francesca Lucchi, va néixer a Florència en una família pròspera. Les dificultats financeres després de la mort del seu pare la portaren a una carrera com a actriu. Durant els primers anys 1830 es convertia en la segona muller de l'actor Giuseppe Salvini, (i la madrastra de l'actor molt més famós Tommaso Salvini). Tanmateix, el seu matrimoni fou infeliç, com ho era la seva relació amb els seus fillastres. Després de la seva deserció de la família el 1842, Giuseppe Salvini obtingué la separació basant-se en la infidelitat. Moria dos anys més tard. Mentre estigué casada amb Salvini, estudià cant i feu el seu debut operístic el 1839 al Teatro Apollo a Venècia com Rosina a dIl barbiere di Siviglia.
Salvini-Donatelli començà a tenir una carrera important a Itàlia quan va cantar principalment a La Fenice i el Teatro Regio de Parma, on el 1850 un sonet en el seu honor, escrit per l'epigramista de la ciutat, Artaserse Folli, es distribuïa a l'audiència. També actuà a La Scala, al Teatro Regio de Torí, al Teatro Comunale de Bolonya, al Teatro Grande di Trieste i altres teatres italians. A fora d'Itàlia, cantà a París, Barcelona, Viena (on feia el seu debut el 1843 com Abigaille dins de Nabucco dirigit pel mateix Verdi), i Londres (on feia el seu debut el 1858 al Theatre Royal, Drury Lane com Leonora a Il trovatore). Encara que se la recorda principalment per crear el paper de Violetta per La traviata, va crear uns altres quatre papers en òperes ara oblidades: Editta a Allan Cameron de Giovanni Pacini (18 de març de 1848, La Fenice); Elmina a Elmina de Salvatore Sarmiento (8 de febrer de 1851, Teatro Regio di Parma); Clemenza a Il fornaretto de Gualtiero Sanelli (24 de març de 1851, Teatro Regio di Parma); i Donna Eleonora a La prigioniera de Carlo Ercole Bosoni (16 de gener de 1853, La Fenice).
Es creia generalment que s'havia retirat de l'escenari el 1860. Tanmateix, se la troba cantant al Théâtre Royal De La Monnaie a Brussel·les el 1877. Fanny Salvini-Donatelli mort a Milà el juny de 1891.

## El "fiasco" deLa traviata

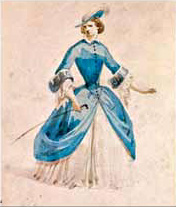
El vestit de Violetta dissenyat per Giuseppe Bertoja per a l'estrena de La traviata

El mateix Verdi va descriure l'estrena de 1853 de La traviata com a "fiasco". Salvatini-Donatelli tenia 38 anys en aquell moment i era bastant robusta. El fet del seu físic, que no era l'idoni per interpretar una dona jove bonica que es consumeix de la tuberculosi, se cita sovint com una de les raons per al fracàs inicial de l'òpera. En el tercer acte, quan el doctor anuncia que la malaltia de Violetta ha empitjorat i només té unes hores de viure, l'audiència de la primera nit es diu que es va posar a riure, amb un membre del públic que cridà: "No veig cap malaltia, només hidropesia"! Verdi ja havia expressat dubtes seriosos sobre la conveniència de Salvatini-Donatelli per al paper dos mesos abans de l'estrena i envià al seu llibretista, Francesco Piave, al director de La Fenice per transmetre la seva visió que Violetta exigia una cantant "amb una elegant figura, jove i que canti amb passió". La seva petició d'un canvi d'intèrpret no va ser reeixida.
Malgrat el que l'audiència va poder pensar de l'aparença física de Fanny Salvini-Donatelli, el seu cant era molt apreciat. Els crítics contemporanis mostren que la seva primera ària del primer acte, Sempre libera, rebia grans aplaudiments. El crític de La Gazzetta di Venezia escrivia l'endemà: "Salvini-Donatelli va cantar aquells passatges de coloratura, dels quals el maestro n'escrivia tants, amb una habilitat indescriptible i perfecció. Va captivar el teatre." El "fracàs" de l'actuació de la nit de l'estrena fou només relatiu. A més a més dels aplaudiments per a l'ària de Salvini-Donatelli, el preludi orquestral era tan ben rebut que l'audiència començà a demanar Verdi, que havia de sortir a saludar fins i tot abans que la cortina pugés per començar el primer acte. La cosa es va començar a descarrilar en el segon acte, especialment el cant del baríton (Felice Varesi) i el tenor (Ludovico Graziani). La traviata també fou reeixida a la taquilla. Va tenir deu representacions a La Fenice, i amb un vespre els beneficis foren el doble de les altres dues òperes de Verdi que s'hi havien representat, Ernani i Il corsaro. En qualsevol cas, un any més tard es muntava una altra vegada al Teatro San Benedetto a Venècia en una recepció indiscutiblement triomfant. En aquella ocasió, el paper de Violetta era pres per Maria Spezia, tretze anys més jove i considerablement més esvelta que Salvini-Donatelli.
Els problemes de la nit de l'estrena no semblen haver dissuadit Salvini-Donatelli d'intentar el paper en altres ocasions. El cantà tres vegades més com a mínim: el 1856 a Constantinoble, quan Luigi Arditi la dirigí per primera vegada a Turquia; el 1857 al Teatro Comunale de Bologna (amb la segona revisió i portant el títol de Violetta).; i el 1858, quan la cantà a Londres al Drury Lane Theatre.

## Rols operístics
Se sap que Fanny Salvini-Donatelli va cantar els papers següents:.
| - Verdi - Mina, Aroldo - Gulnara, Il corsaro - Lucrezia, I due Foscari - Elvira, Ernani - Giovanna, Giovanna d'Arco - Giselda I Lombardi - Lady Macbeth, Macbeth - Amalia, I masnadieri - Desdemona Otello - Gilda Rigoletto (amb el títol de Viscardello). - Violetta, La traviata - Leonora, Il trovatore - Donizetti - Norina, Don Pasquale - Linda, Linda di Chamounix - Lucia, Lucia di Lammermoor - Lucrezia Lucrezia Borgia - Maria, Maria di Rohan - Paolina, Poliuto - Pacini - Editta, Allan Cameron - Beatrice, Buondelmonte - Lena, Il saltimbanco - Bellini - Elvira, I puritani - Beatrice, Beatrice di Tenda | - Rossini - Rosina, Il barbiere di Siviglia - Mercadante - Elaisa, Il giuramento - Petrella - Bice, Marco Visconti - Balfe - Olivia Campana, Pittore e duca - Poniatowski. - Angiolina, Don Desiderio - Salvatore Sarmiento. - Elmina, Elmina - Sanelli. - Clemenza, Il fornaretto - Clemenza fornaretto Il - Bosoni. - Donna Eleonora, La prigioniera - Pedrotti - Gelmina, Gelmina - Platania. - Matilde, Matilde Bentivoglio - Peri. - Tancreda, Tancreda |